# Epactoides perrieri
Epactoides perrieri är en skalbaggsart som beskrevs av Leon Fairmaire 1898. Epactoides perrieri ingår i släktet Epactoides och familjen bladhorningar. Inga underarter finns listade i Catalogue of Life.